# Billy the Kid (1941)
Billy the Kid is een Amerikaanse western uit 1941 onder regie van David Miller.

## Verhaal
Wanneer de grootgrondbezitter Eric Keating wordt doodgeschoten, gaat zijn beschermeling Billy the Kid op zoek naar de moordenaars. Op die manier wordt hij in de ogen van de wet zelf een moordenaar.

## Rolverdeling
| Acteur         | Personage      |
| -------------- | -------------- |
| Robert Taylor  | Billy Bonney   |
| Brian Donlevy  | Jim Sherwood   |
| Ian Hunter     | Eric Keating   |
| Mary Howard    | Edith Keating  |
| Gene Lockhart  | Dan Hickey     |
| Lon Chaney jr. | Spike Hudson   |
| Henry O'Neill  | Tim Ward       |
| Guinn Williams | Ed Bronson     |
| Cy Kendall     | Cass McAndrews |
| Ted Adams      | Buz Cobb       |
| Frank Conlan   | Rechter Blake  |
| Frank Puglia   | Pedro Gonzales |
| Mitchell Lewis | Bart Hodges    |
| Dick Curtis    | Kirby Claxton  |
| Grant Withers  | Ed Shanahan    |